# Jean-Baptiste Sylvère Gaye de Martignac
Jean-Baptiste Sylvère Gaye de Martignac, född den 20 juni 1776 i Bordeaux, död den 3 april 1832 i Paris, var en fransk statsman.
Martignac blev advokat i sin hemstad och uppträdde 1815 under de hundra dagarna emot Napoleon. Till belöning blev han samma år generaladvokat i Bordeaux samt snart därefter generalprokurator i Limoges. År 1821 invaldes han i deputeradekammaren, där han slöt sig till högern och gjorde sitt parti stora tjänster genom sina kunskaper och sin vältalighet. Redan i juni 1822 utnämndes Martignac till "conseiller d’état". Efter att 1823 som civilkommissarie ha följt franska interventionsarmén i Spanien upphöjdes han till statssekreterare och vicomte (1824). Efter Villèles avgång utnämnde honom Karl X till förste minister 5 januari 1828, om än mycket mot sin vilja, då Martignac i kungens ögon var alltför moderat. Denne stöddes inte heller av vänstern, som fann honom alltför konservativ, men lyckades dock genomdriva en mängd reformer. Han avsatte ytterlighetsmännen i synnerhet bland prefekterna, han upphävde "svarta kabinettet", som hade att öppna och granska misstänkta brev, han lät Guizot och Cousin åter börja sina föreläsningar, utfärdade en ny och liberalare presslag, reformerade juryväsendet och vågade till och med uppträda hotfullt mot jesuiterna. Allt detta var i kungens, högerns och de klerikalas ögon svåra förbrytelser, och Martignac måste nedlägga sitt ämbete 8 augusti 1829. Han slöt sig nu till oppositionen mot den reaktionäre Polignac, men uppträdde efter julirevolutionen (1830) åter bland yttersta högern och försvarade sin förre motståndare Polignac, då denne ställdes inför pärernas domstol. Efter hans död utkom samma år hans arbete Essai historique sur la revolution d'Espagne et sur l'intervention de 1823 (3 band, 1832).